# Кораліна у Світі Кошмарів
«Кораліна у Світі Кошмарів» (англ. Coraline) — ляльковий мультиплікаційний фільм, який випустила студія Laika Entertainment 2009 року, екранізація однойменної дитячої повісті Ніла Ґеймана. Мультфільм вийшов у кінотеатрах 6 лютого 2009, після світової прем'єри на Портлендському Міжнародному Кінофестивалі. Фільм оцінений американською рейтинговою системою MPAA за рівнем PG — містить лякаючі зображення, сленг і похмурий гумор.
У США фільм зібрав 16 850 000 доларів протягом перших вихідних прокату. Загальний дохід від прокату в світі склав близько 124 млн доларів.
Фільм є першим ляльковим повнометражним мультфільмом, початково знятим у 3D.
Оцінений як найкращий фільм 2009 року на думку Американського інституту кінематографії (AFI). Мультфільм було номіновано на премію «Оскар».

## Сюжет
Кораліна Джонс разом з люблячими її, але постійно зайнятими роботою батьками, переїжджає на нове місце проживання в місто Ашленд (штат Орегон). Досліджуючи довколишній ліс, Кораліна стикається з безпритульним чорним котом і самотнім хлопчиком Вайбо Ловатом (англ. Wyborn Lovat). Хлопчик дарує їй ляльку, дивно схожу на саму Кораліну, яку він знайшов у своєї бабусі. Крім того, в тому ж будинку, де живе Кораліна, проживають літні актриси міс Спінк і міс Форсібл, а також російський емігрант-акробат Сергій Олександрович Бобінскі.
Досліджуючи квартиру, дівчинка знаходить дверцята, закладені цеглинами, та ключ від них. Пам'ятаючи про сон, в якому вона бачила «стрибаючу мишку з очима-ґудзиками», вона йде до дверцят. За ними Кораліна знаходить прохід, що приводить її до точно такого ж віддзеркаленого будинку, в Потойбічний світ. Прибувши туди, Кораліна зустрічає двійників своїх батьків з очима-ґудзиками. Ці люди стверджують, що є її «іншими» батьками. Вони показують Кораліні будинок, який виявляється розкішним і привабливим. «Інші» мати й батько святкують прибуття дівчинки чудовою вечерею, потім ведуть Кораліну в чарівний сад. Вони всіляко розважають Кораліну, демонструючи, що дуже люблять її та задовільнять будь-які забаганки.
Заснувши в Потойбічному світі, Кораліна прокидається в реальному. Сусіди Кораліну застерігають від подібних зустрічей: спочатку Бобінскі, який нібито чув від своїх мишей, щоб Кораліна не ходила в маленькі двері, міс Спінк і міс Форсібл ворожать на кавовій гущі і говорять, що Кораліну очікує небезпека. Вайбо говорить, що він ніколи не був у іншому будинку, бо це може бути небезпечно, і, нарешті, реальна мама замикає ті самі дверцята і ховає від Кораліни ключ від них, кажучи, що так буде безпечніше. Але, попри купу застережень, Кораліна продовжує відвідувати Потойбічний світ, де її також розважають «інші» Вайбо і сусіди. Чорний кіт, який, перебуваючи в Потойбічному світі, може говорити, повідомляє Кораліні, що «інша» матір та її світ — не більше, ніж набір пасток, щоб спокушати дітей, які думають нібито батьки їх не люблять. Кораліна відмовляється вірити котячим словами до тих пір, поки «інша» мати не пропонує їй залишитися в Потойбічному світі, якщо та дозволить їй пришити ґудзики замість очей. Перелякана дівчинка вимагає повернути її до своїх реальних батьків, тим самим обуривши «іншу» мати, яка перетворюється на страшну відьму та замикає Кораліну в комірчині позаду дзеркала. Там дівчинка знаходить трьох дітей-примар, які потрапили раніше в руки відьми та віддали їй свої очі, а разом з тим і душу.
За допомогою «іншого» Вайбо Кораліна тікає у свій світ, де виявляє, що її реальних батьків викрала відьма. Справжній Вайбо хоче забрати ляльку, згідно волі його бабусі, адже це лялька її зниклої в дитинстві сестри (чий привид Кораліна бачила в комірчині). Кораліна розуміє, що через цю ляльку відьма спостерігає за світом і знаходить своїх жертв, у яких не все гаразд в житті.
Узявши з собою чорного кота і «камінь спостереження», який дали їй міс Спінк і міс Форсібл, Кораліна повертається в Потойбіччя. Вона береться визволити своїх батьків і дітей-примар, для цього вона кидає виклик «інший» матері, пропонуючи їй гру-угоду. Один за іншим Кораліна знаходить очі дітей-примар, в яких містяться їхні душі, і знищує жахливих жителів Потойбічного світу, що охороняють їх. Вона також знаходить своїх батьків і перехитрює «іншу» мати, тим самим відкривши двері в реальний світ. Однак кисть руки відьми також слідом вибирається з Потойбіччя.
Хоча батьки Кораліни перебувають у безпеці й не пам'ятають що з ними сталося, а діти-примари вирушили у загробне життя, завдання Кораліни ще не виконане. Дверцята, що поєднують світи, все ще існують, тож відьма неодмінно спробує заволодіти ключем Кораліни. Дівчинка за допомоги Вайбо рятується від ожилої кисті відьми та скидає ключ до покинутого колодязя.
У фінальній сцені Кораліна з батьками мирно працюють в саду. Їм допомагають сусіди, і батьки Кораліни вже не цураються їх. Вайбо приводить свою бабусю, місіс Ловат, і Кораліна починає свою розповідь про минулі пригоди.

## Виробництво
У період максимальної завантаженості фільм залучав до себе зусилля 450 чоловік, включаючи від 30 до 35 аніматорів і цифрових дизайнерів з «Групи Цифрового Дизайну» і більш ніж 250 чоловік технічного персоналу і проєктувальників. Один член команди був найнятий спеціально, щоб в'язати мініатюрні светри та інший одяг для лялькових героїв, використовуючи спиці, товщиною в людську волосину.
Знімання організували у приміщенні площею близько 13 тисяч квадратних метрів. Знімальний павільйон був розділений на 50 епізодних зон, які самі по собі складалися майже зі 150 збірних композицій. Серед композицій було три вікторіанських особняка, 12-метровий яблуневий сад і модель міста Ашленді (штат Орегон, США).
У фільмі використовується мінімум комп'ютерної графіки. Здебільшого вона застосовується для прибирания швів з облич персонажів і елементів підтримки ляльок з кадру. Для створення туману здійснювали відеознімання справжніх клубів білого диму, а вогонь був намальований вручну на папері одним з традиційних аніматорів (згодом на нього накладені комп'ютерні ефекти задля більшої реалістичності). Дві сцени зі значною кількістю комп'ютерної графіки — руйнування і матеріалізація Потойбічного світу і небо в сцені появи дітей-примар після їх звільнення. Однак, комп'ютерні технології активно використовувалися для створення всього фільму — ляльки спочатку створювалися у вигляді тривимірних моделей на комп'ютері і потім «друкувалися» з пластику за допомогою технологій тривимірного друку. Для лицьової анімації використовувалася техніка заміни фрагментів ляльки. Всі вирази облич були «надруковані» у вигляді окремих елементів. Всього у фільмі було використано понад 15 тисяч різних виразів обличчя у всіх персонажів.

## Цікаві факти
- Анімований фон у сцені зустрічі Кораліни  зі звільненими примарами дітей, дуже схожий на нічне небо в картині Вінсента Ван Гога «Зоряна ніч». Головний художник проєкту Тадахіро Уесугі таким чином реалізував незвичайний задум режисера. Сам Генрі Селік згадує про це в одному з інтерв'ю[8]:

Там потрібен задній фон, і я попросив Тадахіро, нашого головного художника, зобразити своє бачення картини Ван Гога «Зоряна ніч».Оригінальний текст (англ.)
The background there, I asked Tadahiro, our main concept illustrator to do his version of "Starry Night, " the Van Gogh painting.
- У вітальні квартири сім'ї Джонс у «Потойбічному світі» на одній зі стін над комодом з вазою видно три портрети овальної форми з зображеними на них чорними профілями дітей, з примарами яких зустрілася Кораліна.
- У сцені в театрі в «іншому світі» одна з підстаркуватих акторок зображує Венеру на тлі декорацій, гротескно змальованих із картини «Народження Венери» Сандро Ботічеллі.

## Оцінки й відгуки
На «Rotten Tomatoes» фільм зібрав 90 % схвальних рецензій від критиків і 73 % від пересічних осіб. На «Metacritic» середня оцінка складає 80 зі 100 балів.
Том Черіті з CNN писав, що мультфільм «може бути напруженим і навіть тривожним; це може дещо злякати вразливих дорослих, не кажучи вже про їхніх дітей […] Доторкаючись до глибинних фантазій і страхів, фільм також повторює класичні фантастичні історії братів Грімм, Льюїса Керролла та Френка Баума». Критик зауважив, що сусіди Кораліни не обов'язкові для сюжету, проте химерність завжди компенсується комічними пустощами та дійсно страхітливою «іншою» матір'ю.
Сенді Чен у «Common Sense Media» відгукнулася, що мультфільм менш моторошний за книгу, проте все одно цілком може злякати молодших глядачів. Режисер Генрі Селік, майстер стоп-моушну, створив «чарівний, насичений світ, який також темний і тривожний». Враховуючи те, наскільки шаблонні багато сімейних фільмів, «Кораліна» — це освіжаючий і винахідливий фільм зі зрозумілою мораллю, що батькам і дітям належить цінувати одні одних попри можливі недоліки.
Ентоні Олівер Скотт у «The New York Times» висловився, що Селік навряд чи є прибічником фройдизму, але він усвідомлює тісний зв'язок між казками та страхом хибної батьківської поведінки. «Кораліна» досліджує наслідки викривленої батьківської любові, яким протистоїть смілива та тверезо мисляча героїня. Подібно до Тіма Бертона, Гільєрмо дель Торо та Девіда Лінча, Селіка цікавить дитинство не як стан сентиментальної, пасивної невинності, а радше як час, коли дитина надзвичайно чутлива, що стає підставою для «дивовижної, часом надмірної драми».

### Нагороди та номінації
- 2009 — Гран-прі фестивалю анімаційних фільмів в Ансі (Генрі Селік)
- 2009 — дитяча премія Британської кіноакадемії за найкращий фільм
- 2010 — три премії «Енні»: розробка персонажів (Шейн Прігмор), робота художника (Тадахіро Уесугі), музика (Брюно Куле)
- 2010 — номінація на премію «Оскар» за найкращий анімаційний фільм року (Генрі Селік)
- 2010 — номінація на премію «Сатурн» за найкращий анімаційний фільм
- 2010 — номінація на премію Британської кіноакадемії за найкращий анімаційний фільм
- 2010 — номінація на премію «Золотий глобус» за найкращий анімаційний фільм
- 2010 — номінація на премію «Молодий актор» найкращому актору / актрисі озвучення (Дакота Феннінг)

## Саундтрек
Музика з мультфільму «Кораліна у Світі Кошмарів» вийшла на студії звукозапису «E1 Music» у цифровому вигляді 3 лютого 2009 і доступна у продажу з 24 лютого 2009. Пісні виконав французький композитор Бруно Куле, а «Пісню Іншого Батька» — група «They Might Be Giants».

## Інтернет-сторінка
Вебсайт мультфільму «Кораліна в країні кошмарів» являє собою дослідницьку інтерактивну гру, в якій гравець може переглянути світ Кораліни. Цей сайт виграв в 2009 році «Мережеву нагороду» за «Найкраще використання графічного символу Мультиплікації або анімації». Там же мультфільм номінувався і в категорії «Кіно та Фільм».

## Відеогра
16 червня 2008 компанія «D3Publisher America» оголосила про початок розробки комп'ютерної гри, що базується на мультфільмі. Розробка і створення гри були проведені в студії «Papaya Studio» для приставок «Wii» і «PlayStation 2» та в студії «Art Co.» для «Nintendo DS». Ігри вийшли 27 січня 2009 року, незадовго до виходу мультфільму на екрани.